# 埃拉尔多·皮佐
埃拉尔多·皮佐（義大利語：Eraldo Pizzo，1938年4月21日—），意大利男子水球运动员。他曾代表意大利参加1960年、1964年、1968年和1972年夏季奥林匹克运动会水球比赛。